# Albert Wilczyński
Albert Wilczyński (ur. 16 kwietnia 1829 w Warszawie, zm. 27 kwietnia 1900 we Lwowie) - prozaik-humorysta związany ze Lwowem.

## Życiorys
Po ukończeniu Szkoły Wyższej Realnej w Kielcach, w 1848 roku rozpoczął pracę jako urzędnik w Komisji Sprawiedliwości Królestwa Polskiego. Gawędziarz ze szkoły Henryka Rzewuskiego. Znał się osobiście z Henrykiem Sienkiewiczem, który "każdą jego nową powiastkę brał chętnie do ręki", a także recenzował w prasie. Jego chyba najsłynniejszym utworem są Kłopoty starego komendanta.
W 1860 roku zamieszkał na wsi najpierw w Czerwonce, a potem w Żarnówce pod Siedlcami. W 1871 roku zamieszkał we Lwowie pracując jako urzędnik wydziału krajowego.

## Wybrane utwory
- Drobiazgi powieściowe (1853)
- Kłopoty starego komendanta (1856)[4][5][6]
- Dziecię niedoli i dziecię próżności[7][8]
- Nasze dzieci[9][10]
- Historia mojej dubeltówki (1877)[11]
- Fotografie społeczne (1878)[12][13]